# Lista de finais do tênis indoor nos Jogos Olímpicos
Esta é a lista de finais do tênis indoor nos Jogos Olímpicos de Verão.

## Simples

### Masculinas

#### Disputa pela medalha de ouro
| Ano  | Cidade-sede | Medalhista de ouro | Medalhista de prata | Resultado     |
| ---- | ----------- | ------------------ | ------------------- | ------------- |
| 1912 | Estocolmo   | FRA André Gobert   | GBR Charles Dixon   | 8–6, 6–4, 6–4 |
| 1908 | Londres     | GBR Arthur Gore    | GBR George Caridia  | 6–3, 7–5, 6–4 |

#### Disputa pela medalha de bronze
| Ano  | Cidade-sede | Medalhista de bronze | Quarto lugar          | Resultado          |
| ---- | ----------- | -------------------- | --------------------- | ------------------ |
| 1912 | Estocolmo   | ANZ Anthony Wilding  | GBR Gordon Lowe       | 4–6, 6–2, 7–5, 6–0 |
| 1908 | Londres     | GBR Josiah Ritchie   | GBR Wilberforce Eaves | w.o.               |

#### Estatísticas
Medalhas por país
| Ordem | País             | Medalha de ouro | Medalha de prata | Medalha de bronze |   |
| ----- | ---------------- | --------------- | ---------------- | ----------------- | - |
| 1     | GBR Grã-Bretanha | 1               | 2                | 1                 | 4 |
| 2     | FRA França       | 1               |                  |                   | 1 |
| 3     | ANZ Australásia  |                 |                  | 1                 | 1 |

### Femininas

#### Disputa pela medalha de ouro
| Ano  | Cidade-sede | Medalhista de ouro        | Medalhista de prata     | Resultado     |
| ---- | ----------- | ------------------------- | ----------------------- | ------------- |
| 1912 | Estocolmo   | GBR Edith Hannam          | DEN Sofie Castenschiold | 6–4, 6–3      |
| 1908 | Londres     | GBR Gladys Eastlake-Smith | GBR Alice Greene        | 6–2, 4–6, 6–0 |

#### Disputa pela medalha de bronze
| Ano  | Cidade-sede | Medalhista de bronze    | Quarto lugar        | Resultado     |
| ---- | ----------- | ----------------------- | ------------------- | ------------- |
| 1912 | Estocolmo   | GBR Mabel Parton        | SWE Sigrid Fick     | 6–3, 6–3      |
| 1908 | Londres     | SWE Märtha Adlerstråhle | SWE Else Wallenberg | 1–6, 6–2, 6–3 |

#### Estatísticas
Medalhas por país
| Ordem | País             | Medalha de ouro | Medalha de prata | Medalha de bronze |   |
| ----- | ---------------- | --------------- | ---------------- | ----------------- | - |
| 1     | GBR Grã-Bretanha | 2               | 1                | 1                 | 4 |
| 2     | DEN Dinamarca    |                 | 1                |                   | 1 |
| 3     | SWE Suécia       |                 |                  | 1                 | 1 |

## Duplas

### Masculinas

#### Disputa pela medalha de ouro
| Ano  | Cidade-sede | Medalhistas de ouro                       | Medalhistas de prata                 | Resultado            |
| ---- | ----------- | ----------------------------------------- | ------------------------------------ | -------------------- |
| 1912 | Estocolmo   | FRA Maurice Germot FRA André Gobert       | SWE Carl Kempe SWE Gunnar Setterwall | 4–6, 14–12, 6–2, 6–4 |
| 1908 | Londres     | GBR Herbert Roper Barrett GBR Arthur Gore | GBR George Caridia GBR George Simond | 6–2, 2–6, 6–3, 6–3   |

#### Disputa pela medalha de bronze
| Ano  | Cidade-sede | Medalhistas de bronze                     | Quarto lugar                             | Resultado               |
| ---- | ----------- | ----------------------------------------- | ---------------------------------------- | ----------------------- |
| 1912 | Estocolmo   | GBR Alfred Beamish GBR Charles Dixon      | GBR Herbet Roper Barrett GBR Arthur Gore | 6–2, 0–6, 6–2, 4–6, 6–3 |
| 1908 | Londres     | SWE Wollmar Boström SWE Gunnar Setterwall | GBR Lionel Escombe GBR Josiah Ritchie    | 4–6, 6–3, 1–6, 6–0, 6–3 |

#### Estatísticas
Medalhas por país
| Ordem | País             | Medalha de ouro | Medalha de prata | Medalha de bronze |   |
| ----- | ---------------- | --------------- | ---------------- | ----------------- | - |
| 1     | GBR Grã-Bretanha | 1               | 1                | 1                 | 3 |
| 2     | FRA França       | 1               |                  |                   | 1 |
| 3     | SWE Suécia       |                 | 1                | 1                 | 2 |

Múltiplos medalhistas
| Ordem | País                  |   |   |   |   |
| ----- | --------------------- | - | - | - | - |
| 1     | SWE Gunnar Setterwall | 0 | 1 | 1 | 2 |

### Mistas

#### Disputa pela medalha de ouro
| Ano  | Cidade-sede | Medalhistas de ouro                | Medalhistas de prata                          | Resultado     |
| ---- | ----------- | ---------------------------------- | --------------------------------------------- | ------------- |
| 1912 | Estocolmo   | GBR Edith Hannam GBR Charles Dixon | GBR Helen Aitchison GBR Herbert Roper Barrett | 4–6, 6–3, 6–2 |

#### Disputa pela medalha de bronze
| Ano  | Cidade-sede | Medalhistas de bronze                 | Quarto lugar                              | Resultado |
| ---- | ----------- | ------------------------------------- | ----------------------------------------- | --------- |
| 1912 | Estocolmo   | SWE Sigrid Fick SWE Gunnar Setterwall | SWE Margareta Cederschiöld SWE Carl Kempe | w.o.      |

#### Estatísticas
Medalhas por país
| Ordem | País             | Medalha de ouro | Medalha de prata | Medalha de bronze |   |
| ----- | ---------------- | --------------- | ---------------- | ----------------- | - |
| 1     | GBR Grã-Bretanha | 1               | 1                |                   | 2 |
| 2     | SWE Suécia       |                 |                  | 1                 | 1 |